# 蓝鹱
蓝鹱（学名：Halobaena caerulea）是鹱科的一种小型海鸟。也是蓝鹱属的唯一一种。

## 外观
蓝鹱的翅膀颜色前部呈灰色，后部呈白色，从上面看上去形成了一个“M”字型。尾部尖端为白色。

## 食性
蓝鹱主要以磷虾为食，也会捕食其他甲壳类动物、鱼类和乌贼。他们潜水可以潜下6米深。

## 繁殖
和其他鹱形目的鸟类一样，蓝鹱的繁殖地也很广阔。他们在洞穴里筑巢，一次繁殖期只产一枚卵。双亲轮流孵卵，孵化期50天，幼鸟于55天大时开始长羽。贼鸥是幼鸟和蛋的主要威胁。

## 分布和生境
蓝鹱分布于南半球的海域，从非洲南部、澳大利亚和南美洲到南极地区均有生活。他们在亚南极地区的海岛上筑巢，诸如arion Island, the Crozet Islands, Kerguelen Islands, Macquarie Island, South Georgia, Prince Edward Island等。
1. ↑  BirdLife International. . The IUCN Red List of Threatened Species 2012.   [26 November 2013].
2. 1 2 3  Peters, James Lee (1931)
3. 1 2 3 4  ZipCode Zoo (16 Jul 2009)